# Chassignolles (Indre)
Chassignolles é uma comuna francesa na região administrativa do Centro, no departamento de Indre. Estende-se por uma área de 29,94 km². Em 2010 a comuna tinha 596 habitantes (densidade: 19,9 hab./km²).